# Jim Telfer
James Telfer (Northampton, 17 de marzo de 1940) es un profesor de química, exrugbista y entrenador británico, que se desempeñaba como octavo. Representó al XV del Cardo de 1964 a 1970 y fue su técnico en tres etapas.
En la historia del rugby, es considerado uno de los mejores entrenadores de finales del siglo XX. Desde 2021 es miembro del World Rugby Salón de la Fama.

## Biografía
Estudió en la Universidad de Edimburgo, donde se recibió de profesor de química.
Ya como entrenador, ganó fama por sus sesiones de entrenamiento exigentes. Dijo que se enfocaba en la «honestidad» de los jugadores y copiaba algunos enfoques del juego de los All Blacks.
Allan Massie escribe sobre él:
«Telfer es un hombre de autoridad innata. Hay una riqueza de tranquila reserva y autoconocimiento, tocado por esa forma de autoburla que parece una subestimación, en la forma en que se describe a sí mismo como una ‘personalidad dominante’».

## Carrera
Jugó para Melrose RFC y luego de una lesión, desafortunadamente no se recuperó de una operación de cartílago y debió retirarse.
Entre 1963 y 1967, jugó ocho veces para los Barbarians y anotó seis puntos. George Crerar dijo sobre él: «Lo mejor de Jim Telfer es que se aseguraba de que si él no iba a ganar el balón, el otro lado tampoco lo obtendría».

### Selección nacional
Todavía era un estudiante cuando fue seleccionado por primera vez a Escocia.
Su primera prueba fue en el Torneo de las Cinco Naciones 1964 y debutó contra Les Bleus. Su último partido fue ante el XV del Trébol por el Torneo de las Cinco Naciones 1970.
En total disputó 21 partidos y marcó nueve puntos.

### Leones británicos
El galés John Robins lo seleccionó a los Leones Británicos e Irlandeses para disputar la gira de 1966 y allí, Telfer quedó impresionado y fuertemente influenciado por el rugby en Nueva Zelanda.
En 1968 el irlandés Ronnie Dawson lo convocó nuevamente para la gira a Sudáfrica, que fue polémica por realizarse bajo el apartheid.

## Entrenador
Fue entrenador en jefe de los Leones Británicos e Irlandeses en su gira por Nueva Zelanda en 1983. Fue asistente de Ian McGeechan, como entrenador de los forwards, en la gira de los Leones Británicos de 1997 a Sudáfrica y allí pronunció su conocido discurso motivacional «Everest» a los jugadores antes de la prueba debut.
Entrenó al XV del Cardo y logró el Grand Slam en 1984. En su tercer mandato como entrenador en jefe, de 1998 a 1999, Escocia ganó el último Torneo de las Cinco Naciones.
En 2014 entrenó al equipo M-18 del Melrose RFC.
En 1995 fue elegido director deportivo de la Unión Escocesa de Rugby. Nombró a Richie Dixon como entrenador en jefe de la selección, pero éste renunció en 1998 y Telfer asumió en su lugar.

## Palmarés
- Campeón del Torneo de las Cinco Naciones de 1964, 1984, 1990 y 1999.